# Erik Ewerlöf
Erik Herman Gotthard Ewerlöf, född 29 juli 1867 i Landskrona, död 22 december 1941 i Söderhamn, var en svensk företagsledare. Han var bror till Viktor och William Ewerlöf.
Ewerlöf, som var son till drätselkamrer Bernhard Ewerlöf och Sofia Meissner, praktiserade inom bokhandelsbranschen i Sverige och i Tyskland, där han även studerade boktryckaryrket. Han var innehavare av en egen bokhandel i Söderhamn 1897–1904. Han startade under denna tid även Söderhamns Lithografiska AB, för vilket han under lång tid var direktör och disponent. Detta företag innefattade litografisk anstalt samt boktryckeri, bokbinderi och kontorsboksfabrik.